# Anna-Lisa Vinberg
Hedvig Anna-Lisa Vinberg, född 2 september 1908 i Skövde stadsförsamling, död 13 juli 1991 i Vasa församling i Göteborg, var en svensk domare.
Anna-Lisa Vinberg var dotter till tandläkaren Isak Vinberg och Rachel, född Klein. Efter studentexamen vid Göteborgs gymnasium för flickor 1928 studerade hon juridik vid Uppsala universitet, där hon 1932 avlade juris kandidatexamen. Hon tingsmeriterade sig i Marks domsaga i Skene 1938–1939 och anställdes därefter vid Göta hovrätt som hovrättsfiskal (1940). År 1942–1943 verkade hon som tingssekreterare i Askims, Hisings och Sävedals domsaga samt vid Flundre domsaga i Trollhättan. Under 1940-talet tjänstgjorde hon även som tillförordnad rådman i Borås stad och blev i och med detta Sveriges första kvinnliga vigselförrättare.
I september 1948 utnämndes Vinberg till extra ordinarie hovrättsassessor i Hovrätten för Västra Sverige och blev därigenom Sveriges första kvinnliga hovrättsassessor. År 1953 blev hon Sveriges första kvinnliga hovrättsråd och 1962 Sveriges första kvinnliga häradshövding (i Hisings, Sävedals och Kungälvs domsaga). Hon var verksam som häradshövding till 1970. Efter tingsrättsreformen 1971 arbetade hon som lagman i Sävedals tingsrätt i två år fram till sin pensionering 1973.
Vinberg blev kommendör av Nordstjärneorden i november 1971.